# とれたてキス
『とれたてキス』は、TBSテレビで2019年1月から3月まで放送されていたミニ番組。

## 概要
SKE48のメンバーが生産者のところへ行き、とれたてをいただく番組。

## 出演者
- SKE48

## 放送内容
| 放送日  | 出演者               | テーマ       |
| ------- | -------------------- | ------------ |
| 1月9日  | 松井珠理奈、大場美奈 | にんじん     |
| 1月16日 | 松井珠理奈、大場美奈 | カリフラワー |
| 1月23日 | 高柳明音、江籠裕奈   | 大根         |
| 1月30日 | 高柳明音、江籠裕奈   | ルッコラ     |
| 2月6日  | 須田亜香里、後藤楽々 | いちご       |
| 2月13日 | 須田亜香里、後藤楽々 | トマト       |
| 2月20日 | 古畑奈和、佐藤佳穂   | みかん       |
| 2月27日 | 古畑奈和、佐藤佳穂   | 牛乳         |
| 3月6日  | 鎌田菜月、熊崎晴香   | レモン       |
| 3月13日 | 鎌田菜月、熊崎晴香   | 花           |
| 3月20日 | 野島樺乃、井上瑠夏   | キャベツ     |
| 3月27日 | 野島樺乃、井上瑠夏   | ねぎ         |

## スタッフ
- 製作：TBS、TBS SPARKLE